# دروك ديسي
دروك ديسي (دروك ديسي) (دزونغخا: འབྲུག་སྡེ་སྲིད་، ويلي: 'بروغ سدي-سريد؛ ويسمى أيضًا ديب راجا) كان لقب الحكام العلمانيين (الإداريين) لبوتان في ظل نظام الحكم المزدوج بين القرنين السابع عشر والتاسع عشر. في ظل هذا النظام، كانت السلطة الحكومية مقسمة بين الإدارات العلمانية والدينية، وكلاهما موحدتان تحت السلطة الاسمية لرينبوتشي زابدرونغ. تشير كلمة دروك، التي تعني "التنين الرعد"، بشكل رمزي إلى بوتان، التي كان اسمها الأقدم دروك يول. كان ديسي، الذي يعني "الوصي"، المكتب العلماني الرئيسي في المملكة في ظل نظام الحكم هذا.

## التاريخ
في بوتان، تم تأسيس مكتب دروك ديسي في بوتان على يد الرينبوتشي زابدرونغ نغاوانغ نامجيال في القرن السابع عشر في ظل نظام الحكم المزدوج. بعد أن فر من الاضطهاد الطائفي في التبت، أسس نغاوانغ نامجيال سلالة دروكبا كدين للدولة. في ظل النظام البوتاني، انقسمت سلطات الحكومة بين الفرع الديني الذي يرأسه جيه خينبو من سلالة دروكبا والفرع الإداري المدني الذي يرأسه دروك ديسي. كان كل من جيه خينبو ودروك ديسي تحت السلطة الاسمية للرينبوتشي زابدرونغ رينبوتشي، وهو تجسيد لنغاوانغ نامغيال.
كان الدروك ديسي إما راهبًا أو عضوًا من العلمانيين - في القرن التاسع عشر - وعادةً ما كان الأخير هو الراهب؛ وكان يُنتخب لمدة ثلاث سنوات، في البداية من قبل مجلس رهباني ثم من قبل مجلس الدولة (لهنغي تشوكدو). كان مجلس الدولة جهازًا إداريًا مركزيًا يضم الحكام الإقليميين وحكام زابدرونغ ودورك ديسي. وبمرور الوقت، أصبح الدروك ديسي تحت السيطرة السياسية للفصيل الأقوى في مجلس الدولة من الإداريين الإقليميين. كان الزابدرونغ هو رئيس الدولة والسلطة العليا في الشؤون الدينية والمدنية. 
كان مقر الحكومة المركزية في ثيمفو، وهو موقع دزونغ يعود للقرن الثالث عشر، في الربيع والصيف والخريف. أما العاصمة الشتوية فكانت في بوناخا، وهي عبارة عن دزونغ أنشئ شمال شرق ثيمفو عام 1527. قُسِّمت المملكة إلى ثلاث مناطق (شرقية ووسطى وغربية)، وكان لكل منها حاكم مُعيَّن (حاكم) يشغل مقعداً في دزونغ رئيسي. كان يرأس المقاطعات دزونغبنس (ضباط المقاطعات)، الذين كان مقرهم في دزونغات أصغر. كان البينلوبس مزيجاً من جباة الضرائب والقضاة والقادة العسكريين ووكلاء المشتريات للحكومة المركزية. وكانت إيراداتهم الرئيسية تأتي من التجارة بين التبت والهند ومن ضرائب الأراضي. 
يُعتقد أن وفاة نغاوانغ نامجيال في عام 1651م أخفيت لحوالي 50 عامًا حيث سعت السلطات إلى تجسيده كخليفة له. في البداية استمر النظام في البداية، إلا أن الدروك ديسي اكتسبوا السلطة السياسية تدريجيًا وتبع ذلك حروب أهلية. وبمجرد العثور على التناسخ، لم يكن الدروك ديسي راغبًا في التخلي عن سلطته المكتسبة، وانخفضت سلطة الزابدرونغ تدريجيًا. وبالمثل، فقد الدروك ديسي أيضًا سيطرته على الحكام المحليين والبيلوبس. وتحوَّلت البلاد إلى عدة مناطق شبه مستقلة تحت سيطرة البينلوبس.  في الممارسة العملية، كان الزابدرونغ في كثير من الأحيان طفلًا تحت سيطرة دروك ديسي، وغالبًا ما كانت البنلوبس الإقليمية تدير مناطقها في تحدٍ لـ دروك ديسي. 
ويؤكد دستور بوتان الذي سُنَّ في عام 2008 التزام بوتان بنظام الحكم المزدوج. غير أن لقب "دروك ديسي" لا يظهر أبداً في الدستور، وجميع السلطات الإدارية منوطة بالدروك جيالبو والمكاتب المدنية مباشرة. وعلاوة على ذلك، يقوم الدروك جيالبو بتعيين الجيه خينبو بناء على مشورة اللوبونات الخمسة (الأساتذة المتعلمين)، والدستور الديمقراطي نفسه هو القانون الأعلى للأرض، وليس رئيسًا صوريًا للزابدرونغ. 

## روابط خارجية
- "Background Note: Bhutan". U.S. Department of State. 2 فبراير 2010. اطلع عليه بتاريخ 2010-10-27.

قالب:Rulers of Bhutanقالب:History of Bhutan
1. 1 2  "Bhutan: A Rich History". PBS online. اطلع عليه بتاريخ 2011-03-27.
2. ↑  "Constitution of the Kingdom of Bhutan (English)" (PDF). Government of Bhutan. 18 يوليو 2008. مؤرشف من الأصل (PDF) في 2011-07-06. اطلع عليه بتاريخ 2010-10-13.